# Železniční trať Křimov–Reitzenhain
Železniční trať Křimov–Reitzenhain byla druhou přeshraniční větví trati Chomutov–Vejprty, která byla uvedena do provozu 23. srpna 1875. Zanikla po druhé světové válce v důsledku odsunu Němců a politických změn. Osobní provoz byl ukončen 9. května 1948, trať byla formálně zrušena až 12. října 1972.

## Historie

### Do roku 1945

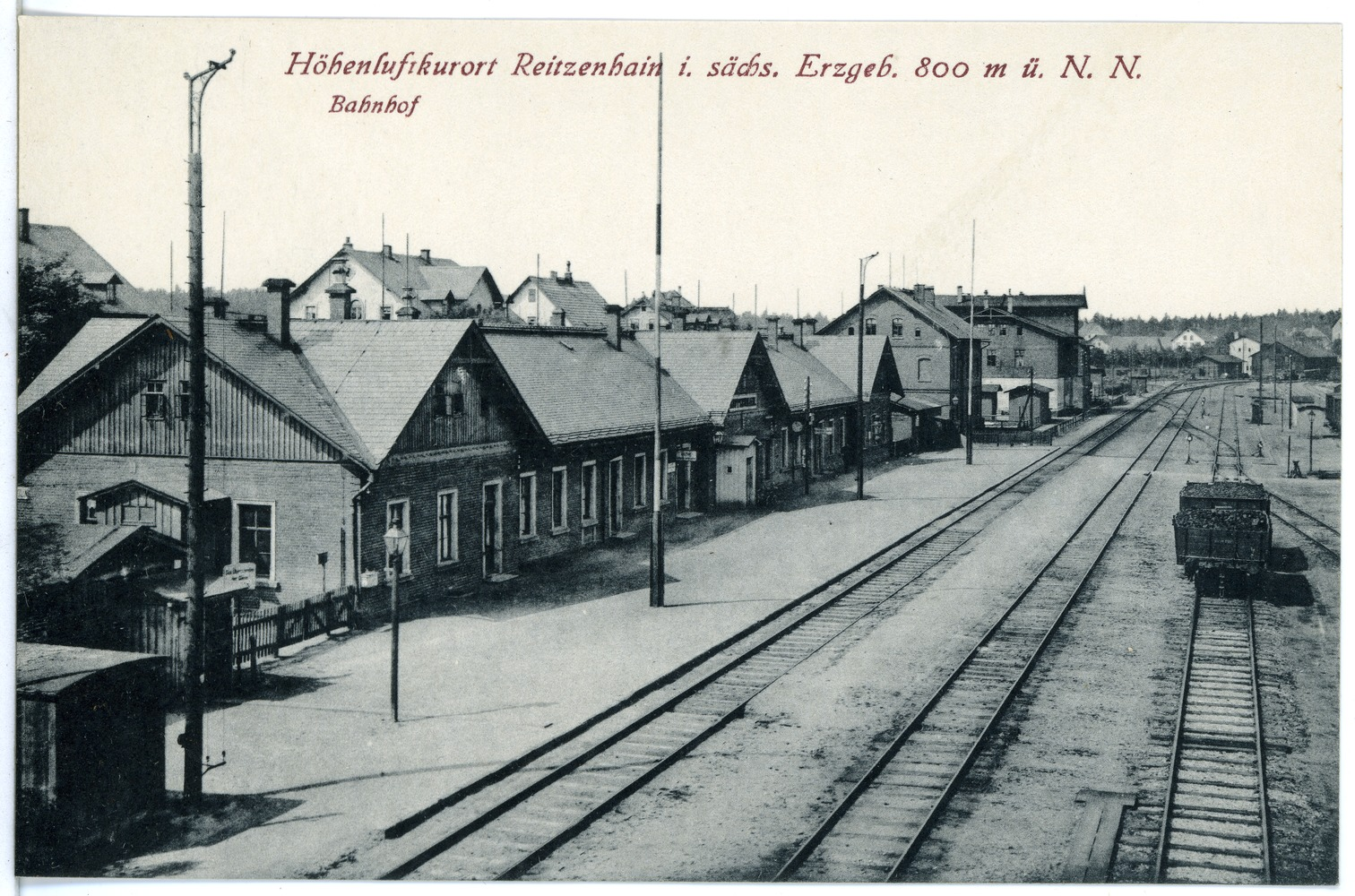
Pohraniční nádraží v Reitzenhainu na pohlednici z roku 1918

V roce 1872 vybudovala společnost Buštěhradská dráha přeshraniční trať Chomutov – Vejprty – Cranzahl, která sloužila k přepravě uhlí do Saska. Již 12. listopadu téhož roku požádala o koncesi na další přeshraniční spojení z Křimova přes Reitzenhain, ta byla otevřena 23. srpna 1875. Nejdůležitějším zbožím vozeným po této trati bylo uhlí, osobní dopravu zajišťovaly zpočátku dva páry smíšených vlaků, zde však vedeny i s vozy 1. třídy. V Reitzenhainu pak zpravidla navazovaly německé vlaky do Chemnitz. Jízda smíšeného vlaku trvala nahoru 52 minut, dolů 45 minut. Buštěhradská dráha trať provozovala až do svého zestátnění v roce 1923. Ve třicátých letech dvacátého století byla osobní doprava motorizována, což přineslo zrychlení (na zhruba 30 minut) a zvýšení počtu vlaků na pět párů a další dva o nedělích.
V roce 1938 se trať po záboru Sudet ocitla v Německé říši a provoz zde až do roku 1945 zajišťovaly Německé říšské dráhy, u nichž trať byla uváděna jako Chemnitz – Reitzenhain – Krima. Po trati byly též vedeny rychlíky Chomutov–Chemnitz.

### Postupný zánik po roce 1945

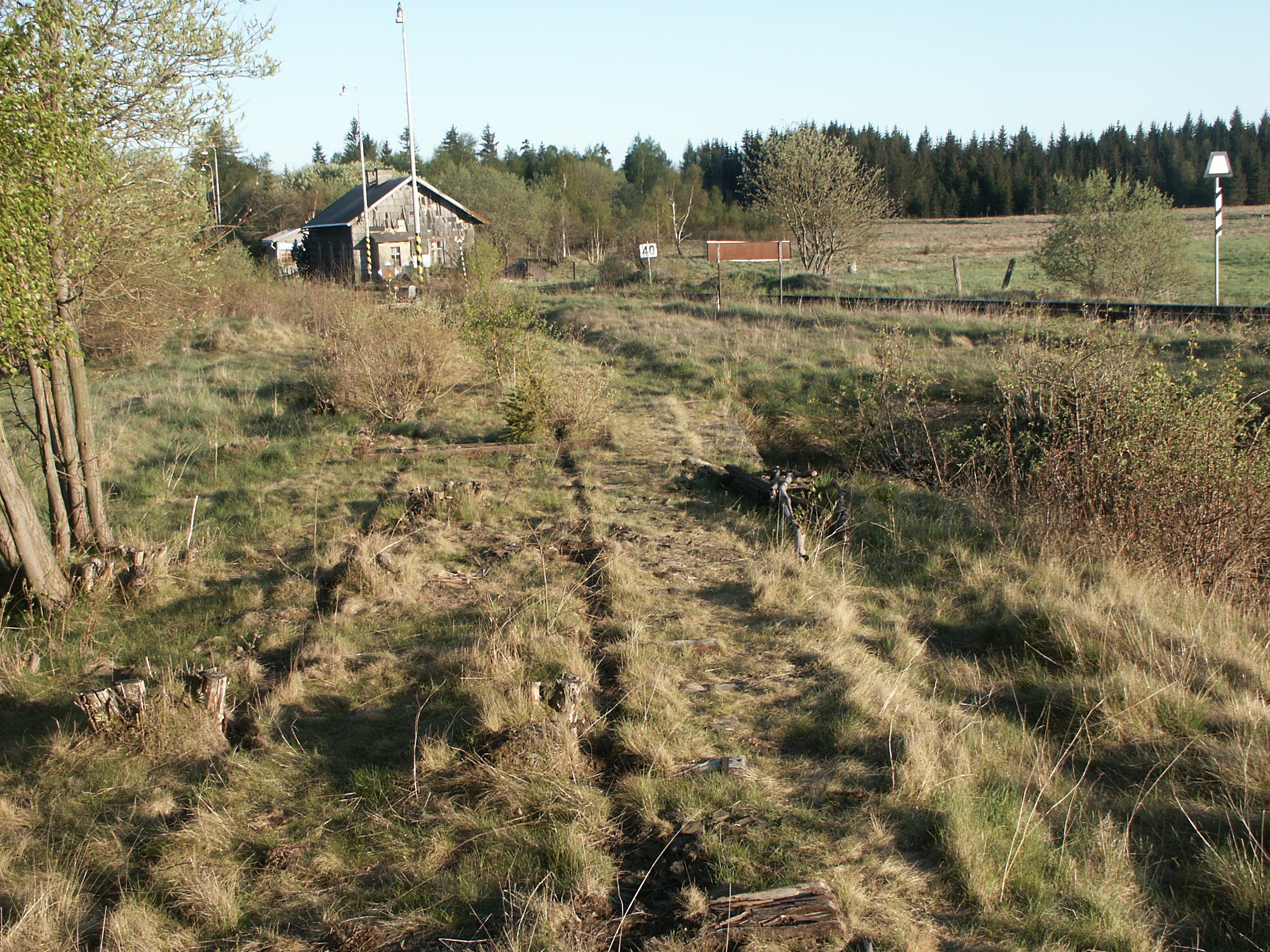
Zrušená trať u Křimova

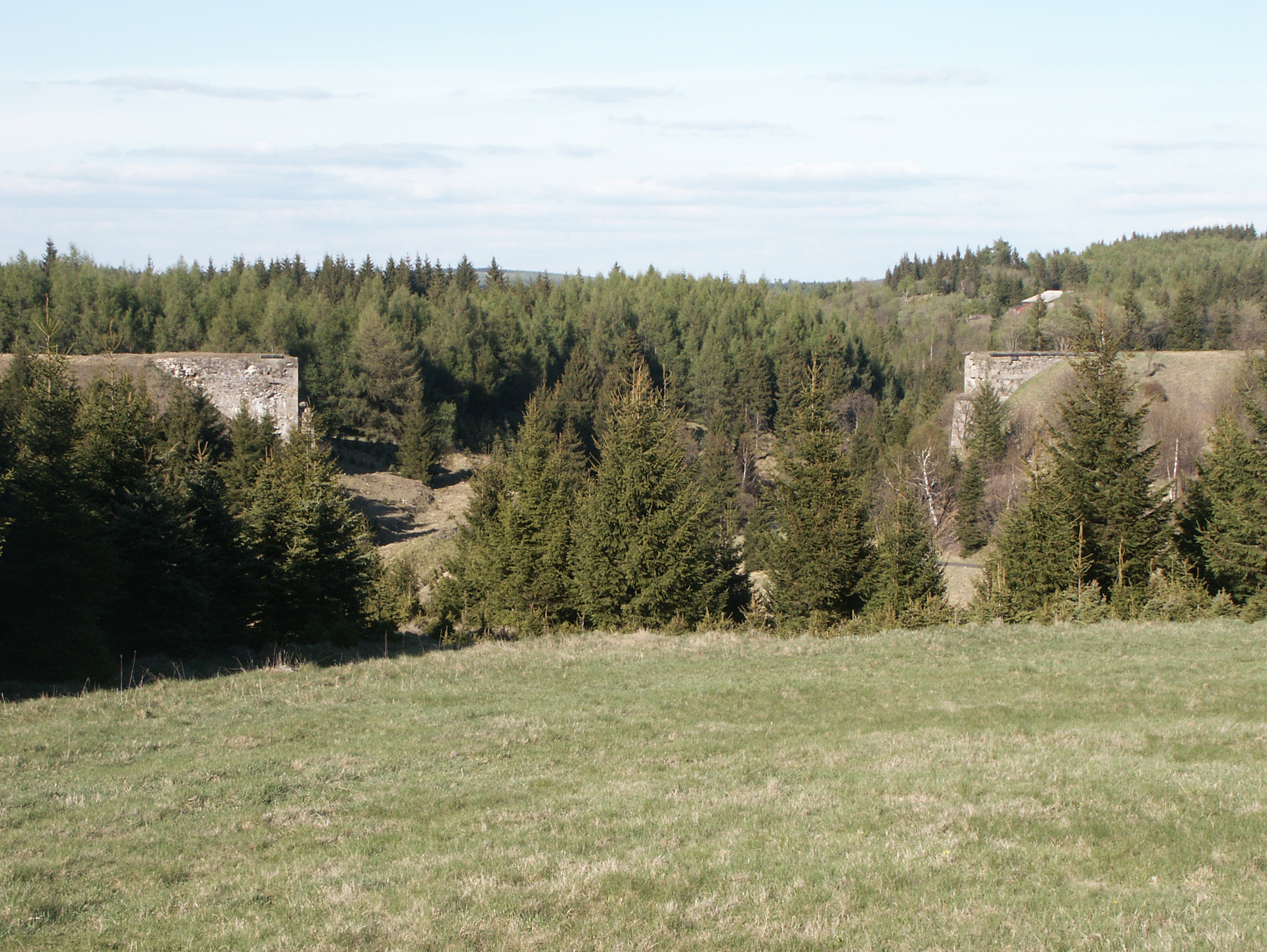
Pilíře sneseného mostu přes Chomutovku

V roce 1945 přešla trať zpět pod ČSD a ihned se zastavil přeshraniční provoz. Roku 1946 byla trať použita k odsunu německých obyvatel, kvůli němuž se celé území téměř vylidnilo, a tedy poklesla i osobní doprava. Ta byla zastavena 9. května 1948. Trať se nadále využívala pro nákladní přepravu – vozbu dřeva a rašeliny – ze stanice Hora Svatého Šebestiána do Chomutova, ale provoz slábl a stav trati se zhoršoval. Později se využíval pouze úsek Křimov–Menhartice jako odstavná kolej. Již zcela nevyužívaná trať byla formálně zrušena 12. října 1972. Koleje byly sneseny v letech 1985–1987.

## Trasování
Trať z Křimova stoupala severním směrem k dnes již bývalým Menharticím, poté kolem Menhartického vrchu přes údolí Chomutovky severně od Hory Svatého Šebestiána, kde stálo tamní nádraží, dále směrem ke hranicím v Reitzenhainu, kde překračovala hranici ocelovým mostem přes říčku Černou. Celní a pasová kontrola probíhala pro oba státy v Reitzenhainu. Těleso trati se dochovalo téměř v celé délce trati, včetně propustků a pilířů mostů.

## Navazující tratě
- Křimov: Železniční trať Chomutov–Vejprty
- Reitzenhain: Železniční trať Reitzenhain–Flöha